# اعتبارسنجی نشر
ارزیابی منابع اطلاعاتی در حقیقت پاسخ به این سؤال است که آیا یک کتاب خاص یک عنوان مجله یا هر منبع اطلاعاتی دیگر با عنوان و مشخصات خاص ارزش تهیه و خرید را دارند یا نه ؟
هریک از معیارهای ارزیابی در تمامی انواع منابع اطلاعاتی و موضوعات اهمیت یکسانی ندارند. برای مثال در مورد اطلاعات تجاری سرعت روزآمد کردن بسیار اساسی و مهم است، در حالی که برای اطلاعات علمی صحت واعتبار علمی منابع ارزش بیشتری دارد.

## معیارهای ارزیابی
مهم‌ترین عواملی که در ارزیابی یک منبع اطلاعاتی و انتخاب آن مؤثر است 
عبارتند از:
```
محتوا
قیمت
تاریخ نشر
نویسنده
ناشر
سطح نمایه و کتابنامه
مشخصات فیزیکی
[
۱
]
```